# Kuliki (ptaki)
Kuliki (Numeniinae) – podrodzina ptaków z rodziny bekasowatych (Scolopacidae).

## Zasięg występowania
Podrodzina obejmuje gatunki w sezonie lęgowym występujące w Eurazji i Ameryce Północnej.

## Systematyka
Do podrodziny należą następujące rodzaje:
- Bartramia Lesson, 1831 – jedynym przedstawicielem jest Bartramia longicauda (Bechstein, 1812) – preriowiec
- Numenius Brisson, 1760